# Двуходка Зарудного
Двухо́дка Зару́дного (лат. Diplometopon zarudnyi) — вид амфисбен из семейства Trogonophidae, единственный в роде азиатских двуходок (Diplometopon).
Назван в честь русского зоолога Н. А. Зарудного, привёзшего голотип из экспедиции в Иран.

## Описание
Безногое чешуйчатое с удлинённым круглым телом длиной около 24 см. Голова клиновидной формы, небольшая, со слитыми головными щитками. Глаза рудиментарные, погружены под полупрозрачную чешуйку. Как у самок, так и у самцов по 4—6 преанальных пор. Хвост очень короткий, в 12,5 раз короче тела. Состоит из 13—17 колец. Тело светло-розовое, с тёмно-коричневыми пятнами на голове и спине.

## Распространение
Типовая территория: Ахваз (провинция Хузестан в Иране).
Обитает в западном Иране, Южном Ираке и странах Аравийского полуострова, кроме Йемена.

## Образ жизни
Ведёт ночной роющий образ жизни. Населяет эоловые песчаные отложения с рассеянной растительностью. На поверхность выбирается для размножения и ловли добычи. Яйцекладущий вид. Питается в основном личинками и имаго жуков-кожеедов.